# Charmes, Aisne
Charmes je občina v severnem francoskem departmaju Aisne regije Pikardije. Leta 1999 je naselje imelo 1.749 prebivalcev.

## Geografija
Kraj leži na levem bregu reke Oise 22 km severozahodno od Laona.

## Administracija
Občina Charmes je sestavni del kantona La Fère, slednji se nahaja v okrožju Laon.

1. ↑  »Populations légales 2016«. Nacionalni inštitut za statistične in gospodarske raziskave. Pridobljeno 25. aprila 2019.